# Bransgore
Bransgore är en ort och civil parish i Storbritannien.   Den ligger i grevskapet Hampshire och riksdelen England, i den södra delen av landet, 140 km sydväst om huvudstaden London. Bransgore ligger 24 meter över havet och antalet invånare är 3 605.
Terrängen runt Bransgore är platt.  Närmaste större samhälle är Bournemouth, 12,0 km sydväst om Bransgore. I omgivningarna runt Bransgore växer i huvudsak blandskog.